# Victor Ferry
Pour les articles homonymes, voir Ferry.
Victor Ferry, né le 6 avril 1803 à Lunéville et mort le 22 mai 1883 à Nancy, est un avocat et homme politique français.

## Biographie
Avocat, Victor Ferry s'occupe surtout de la gestion de ses propriétés. 
Républicain et catholique fervent, il est l'un des animateurs de la Société de Saint-Vincent-de-Paul. 
Victor Ferry est député du département de la Meurthe à l'Assemblée nationale constituante de 1848 à 1849, siégeant à gauche.

## Sources
- « Victor Ferry », dans Adolphe Robert et Gaston Cougny, Dictionnaire des parlementaires français, Edgar Bourloton, 1889-1891 [détail de l’édition]